# Duchesneodus
Duchesneodus uintensis
Genre
Espèce
Duchesneodus est un genre fossile de mammifères périssodactyles, de la famille des Brontothéridés. On n'en connaît que l'espèce Duchesneodus uintensis, qui a vécu en Amérique du Nord au cours de l'Éocène, il y a 40,4 à 37,2 millions d'années. Cette espèce a été initialement en 1931 sous le taxon Teleodus uintensis.

## Description
Duchesneodus est un membre primitif de grande taille de la famille des Brontotheriidae. Chez cette espèce il y a un dimorphisme sexuel entre les femelles qui possèdent des excroissances sur le crâne assez peu développé tandis que les mâles au contraire ont des excroissances très développés. Il s'agissait d'une sorte de dôme beaucoup plus bombée chez les mâles et assez semblable à ce que l'on retrouve chez les Tylocephalonyxs. En plus de cela Duchesneodus avait une crête sagittale très développée et possédaient quatre incisives sur la mâchoire supérieur et six sur la mâchoire inférieur, les canines étaient relativement réduire et on note chez certains individus une absence de prémolaires.

## Répartition
Les restes fossiles de Duchesneodus ont été découverts uniquement aux États-Unis principalement dans le Sud-Ouest du pays dans les États de la Californie, du Texas, du Nouveau-Mexique, de l'Utah mais également plus au nord dans l'État du Dakota du Sud.